# Ophiothrix planulatus
Ophiothrix planulatus is een slangster uit de familie Ophiotrichidae.
De wetenschappelijke naam van de soort werd in 1855 gepubliceerd door William Stimpson.